# 13. (primorsko-goranska) divizija (NOVJ)
13. (primorsko-goranska) divizija je bila partizanska divizija, ki je delovala v sklopu NOV in POJ v Jugoslaviji med drugo svetovno vojno.

## Zgodovina
Ustanovljena je bila v drugi polovici aprila 1943; ob ustanovitvi je imela 1.986 borcev.

## Poveljstvo
Poveljniki
- Veljko Kovačević

Politični komisarji
- Artur Turkulin

## Sestava
April 1943
- 6. primorsko-goranska brigada
- 14. primorsko-goranska brigada